# Milesia prolixa
Milesia prolixa är en tvåvingeart som beskrevs av Heikki Hippa 1990. Milesia prolixa ingår i släktet Milesia och familjen blomflugor.
Artens utbredningsområde är Nigeria. Inga underarter finns listade i Catalogue of Life.